# Vụ tấn công Kabul tháng 3 năm 2017
Vào ngày 8 tháng 3 năm 2017, một nhóm các tay súng đã tấn công liều chết vào Bệnh viện Quân đội Sardar Daud Khan tại Kabul, Afghanistan, một vài người trong số những kẻ tấn công đã mặc áo choàng trắng của bác sĩ bệnh viện. Các quan chức chính phủ đã xác nhận có ít nhất 49 người thiệt mạng trong vụ tấn công kéo dài hàng giờ liền, khoảng 63 người khác bị thương. Đến ngày 13 tháng 3, số người thiệt mạng chưa được xác nhận đã tăng lên hơn 100 người và một số người khác bị thương. Nhà nước Hồi giáo đã tuyên bố trách nhiệm trong vụ tấn công này, nhưng thay vào đó các quan chức đã nghi ngờ Mạng lưới Haqqani.